# BNIP1
BNIP1 (англ. BCL2 interacting protein 1) – білок, який кодується однойменним геном, розташованим у людей на 5-й хромосомі. Довжина поліпептидного ланцюга білка становить 228 амінокислот, а молекулярна маса — 26 132.
| 10         |  | 20         |  | 30         |  | 40         |  | 50         |
| ---------- |  | ---------- |  | ---------- |  | ---------- |  | ---------- |
| MAAPQDVHVR |  | ICNQEIVKFD |  | LEVKALIQDI |  | RDCSGPLSAL |  | TELNTKVKEK |
| FQQLRHRIQD |  | LEQLAKEQDK |  | ESEKQLLLQE |  | VENHKKQMLS |  | NQASWRKANL |
| TCKIAIDNLE |  | KAELLQGGDL |  | LRQRKTTKES |  | LAQTSSTITE |  | SLMGISRMMA |
| QQVQQSEEAM |  | QSLVTSSRTI |  | LDANEEFKSM |  | SGTIQLGRKL |  | ITKYNRRELT |
| DKLLIFLALA |  | LFLATVLYIV |  | KKRLFPFL   |  |            |  |            |

A: Аланін

C: Цистеїн

D: Аспарагінова кислота

E: Глутамінова кислота

F: Фенілаланін

G: Гліцин

H: Гістидин

I: Ізолейцин

K: Лізин

L: Лейцин

M: Метіонін

N: Аспарагін

P: Пролін

Q: Глутамін

R: Аргінін

S: Серин

T: Треонін

V: Валін

W: Триптофан

Задіяний у таких біологічних процесах, як апоптоз, транспорт, автофагія, транспорт між ендоплазматичним ретикулумом і апаратом Гольджі, альтернативний сплайсинг. 
Локалізований у мембрані, мітохондрії, ендоплазматичному ретикулумі.